# 河本育之
河本 育之（かわもと やすゆき、1967年10月21日 - ）は、山口県熊毛郡田布施町 出身の元プロ野球選手（投手、左投左打）・コーチ。現役時代の愛称は「ヤス」「カワホン」。

## 経歴

### プロ入り前
幼少時は巨人の星に憧れ、田布施町立田布施西小学校野球部に入った。小学・中学時代は松村邦洋と同級生だった（松村とバッテリーを組んでいたと言われることもあるが、松村が野球部に入ったのは、河本とは別の進学先となった高校時代であるため 真実ではない）。当初は高校から硬式を始めるつもりだったが、学業成績上の理由により進学した田布施工高では軟式野球の投手を務め、2年時の1984年秋の周防地区大会では準々決勝から決勝まで3試合連続でノーヒットノーランを記録。特に準決勝・決勝はダブルヘッダーだったため、一日で2回のノーヒットノーランを達成している。3年夏には同校初となる全国大会に出場し、1回戦の岐阜商業戦で初回から6連続三振など15奪三振の投球をするも、四球などもあって0-3で敗退。また高校時代には1試合24奪三振という記録も残している。
高校卒業後、1986年に社会人野球の新日本製鐵光に入社してから硬式野球を始めた。翌1987年には日本鋼管福山の補強選手として、初めて都市対抗に出場した。その後1989年、1990年にはチームの都市対抗連続出場に貢献し、1991年には協和発酵の補強選手として本田技研との一回戦で4回を無失点に抑え、勝利投手となっている。
1991年度プロ野球ドラフト会議にて千葉ロッテマリーンズから2位指名を受け、入団。担当スカウトは、河本と同じ山口県出身の芦岡俊明。契約金、年俸はそれぞれ6800万円、720万円（いずれも推定）だった。

### ロッテ時代
1992年4月8日の福岡ダイエーホークス戦でプロ初登板を果たし、3イニング・打者9人に対して7奪三振でパーフェクト（バットに当たった2人も捕邪飛と二飛）に抑える快投を見せた。これでプロで投げていく自信がつき、4月は2勝0敗4セーブ、防御率0.00の成績を収め、新人では史上3人目となる4月の月間MVPを受賞した。オールスターにも出場しており、千葉マリンスタジアムの第2戦では古田敦也に二塁打を打たれてサイクル安打を達成され、秋山幸二に怒られた。また、第3戦に登板した時は内野手が全員西武ライオンズの選手で、この強力なバックで投げてみたいと感じたという。この年のシーズンはチームの抑えを務め、19セーブを挙げ、パ・リーグ新人王には選出はされなかったものの、優秀新人賞としてパ・リーグ会長特別表彰を受け、同年のシーズンオフの契約更改では1130万円増の年俸1800万円となっている。
1993年は防御率3.09となったが、抑えの役割を全うし、18セーブを挙げた。
1994年は成本年秀が抑えを任されたこともあり、2セーブに終わる。また同年は4試合に先発登板した。
1995年は成本とともにダブルストッパーとしてリーグ2位に貢献した。10セーブをマークし、防御率1.64の好成績を残している。
1996年は成本が30SPで最優秀救援投手を受賞する一方、主にセットアッパーを務めた河本も14SP、防御率2.78の成績でチームを支え、オフの更改では年俸が1億円（推定）となった。同年は日米野球にも出場し、フアン・ゴンザレスには本塁打を浴びたものの、スカウトからメジャーリーグでもクローザーを務まるという高評価を受けた。
1997年は主に吉鶴憲治とバッテリーを組み、4月13日の対西武戦から球団新となる12連続セーブポイントを記録し、この間の防御率は0.00だった。この活躍で4月は自身2度目の月間MVPを受賞し、最終的にはリーグ最多の25セーブを挙げた。なお、最優秀救援投手のタイトルは2SP差で赤堀元之が獲得している。同年オフには赤堀並みの評価を求めて単年1億8,000万円を要求したが認められず、年明けの1月19日にはトレード志願を明らかにし、直後の1月24日にチームの日本人最高額となる2年契約の年俸1億5000万円（いずれも推定）で契約を更改した。
1998年は開幕直後から左肩炎症のため2軍での調整となり、不在の間にチームは18連敗を喫した。最終的に25試合にしか登板できなかった。
1999年は開幕から一軍にはいたものの前年のシーズンの肩の故障からフォームを崩し、状態が上がらず春先に一軍登録を抹消された。その間にブライアン・ウォーレンが抑えを務め、一軍復帰後も同年のシーズンに就任した山本功児監督の方針もあり、主に敗戦処理に回された。シーズン2回目の二軍行きとなった8月頃から違う球団に行ってやり直したいと考え始めた。同年は21試合の登板に終わった。同年のシーズンオフの11月8日に石井浩郎との交換トレードで巨人へ移籍。

### 巨人時代
2000年は21試合に登板したが、防御率4点台と安定感を欠いた。
2001年から2003年の間は3年間とも登板数が25試合だった。だがロッテ時代のような投球を見せられず安定感を欠いた。
2003年シーズンは防御率7.00と低迷。この年の巨人のリリーフ陣は抑えの河原純一が救援失敗を繰り返したのを皮切りに中継ぎ陣が崩壊した。
2004年は開幕から一軍へ上がれず、6月2日に中村隼人との交換トレードで北海道日本ハムファイターズへ移籍。

### 日本ハム時代
2004年シーズン途中からの加入ながら中継ぎとして29試合に登板し、1勝1敗、防御率2.86と活躍し、チームのプレーオフ進出に貢献した。しかし来期の契約交渉が不調に終わり、日本ハムに自由契約を申し入れて承諾された。福岡ソフトバンクホークスと東北楽天ゴールデンイーグルスの入団テストに合格し、中堅が手薄なため現役を長く続けられそうなことと球団創設という稀少なタイミングである事から楽天への入団を決めた。この結果千葉ロッテマリーンズ、北海道日本ハムファイターズ、東北楽天ゴールデンイーグルスの3球団で「一期生」を経験することとなった。

### 楽天時代
2005年はわずか13試合の登板に終わり、防御率も7点台だった。同年のシーズンオフにベテラン選手が大量に戦力外となったが河本は残留となった。
2006年に就任した野村克也監督からは短いイニングでの先発も勧められたが中継ぎにこだわった。5月20日の巨人戦でチームがサヨナラ勝ちし、2年ぶりの勝利及び楽天での初勝利を挙げた。この年のシーズンは中継ぎとして40試合に登板し、2勝2敗14ホールドの成績を残した。
2007年9月12日のオリックス・バファローズ戦（フルキャストスタジアム宮城）で史上82人目の通算500登板を達成し、ワンポイントで後藤光尊を三振に仕留めたが、これが現役最終登板となった。この年のシーズンは同じ左腕の渡邉恒樹や有銘兼久が中継ぎとして台頭したこともありわずか8試合の登板に終わった。10月に戦力外通告を受け、12球団合同トライアウトに参加するも獲得する球団はなく、巨人主催の少年野球教室「ジャイアンツアカデミー」のコーチに誘われたこともあり、現役を引退。

### 引退後
2008年は同アカデミーのコーチ、2009年には巨人の打撃投手を務めた。同年9月には巨人が友好協定を結んでいる韓国・サムスン・ライオンズでコーチ研修を受けたのち、秋のフェニックスリーグ期間中は二軍投手コーチの研修のため帯同した。
2010年からは巨人の二軍投手コーチを務めたが2012年をもって退任。
2013年から再びジャイアンツアカデミーの講師を務めた。2019年度をもって退任し、同アカデミーのフランチャイズスクールの一員であるシミズオクトベースボールアカデミーに異動。総合監修を務めている。

## プレースタイル
1998年に肩を故障するまでは、「わかっていても打てない」と言われた 最高149km/hの速球が投球の99％を占め、フォークボールやカーブはわずかに投げる程度だった。左腕の球速は右腕の10km/h増に感じるとも言われ、日本ハム時代の落合博満は「完璧に読んでもライト前ヒットが精一杯」と河本の速球を評している。なお、この速球はムーヴィング・ファストボールだったともいう。
投げ終わった後にバランスが崩れかねないほど体を前に出すイメージを持ち、打者のタイミングを外すよう右肩の開きを抑える投球フォームだった。三振に強いこだわりを持っていたが、肩の故障後は多くの投手に助言を求め、ゴロを打たせる投球を心がけるようになったという。
千葉ロッテマリーンズでは小林雅英に次ぐ球団史上2位の通算93セーブを記録し、もう一度プロ野球選手になってもリリーフをやりたいと語っている。リリーフで重要なのはコンディション調整と集中を高めることで、打たれてもすぐに切替が必要だが、抑えて当然と言われて結果を出すのが醍醐味だったという。なお指名打者制のパ・リーグに長く所属し、かつリリーフのため打席にはほとんど立たなかったが、ロッテ時代は必ず打撃練習に参加し本塁打を連発していた。巨人に移籍した初年度である2000年にはプロ生活で唯一となる安打も放っている。

## その他
同学年の清原和博には独特のオーラを感じ、対戦した全選手の中で最も熱くなった相手で真っ向勝負を挑んだ。1992年シーズンは6打数無安打2奪三振、1993年シーズンは5打数1安打1奪三振と抑えたが、1994年8月2日に初めて本塁打を打たれた翌日には練習中に清原がガッツポーズをしながら走ってきたという。なお、大阪ドームのこけら落としトーナメントでは速球を投げ、3階席まで届く本塁打にされている。
また、最も思い出深い一球としては落合博満から見逃し三振を奪った内角低めの速球を挙げている。同時期にパ・リーグでリリーフを務めた赤堀元之については、自身と同様に2イニング以上を抑える事の多かった点を高く評価し、リリーフとして間違いなくNo.1だったとしている。
ハロルド作石作の野球漫画『ストッパー毒島』には主人公・毒島大広と同じムーヴィング・ファストボールを投げるため、度々河本の名が登場した。現役時は球界最年長独身選手としても知られていた。趣味は車で、一時はメルセデス・ベンツの乗用車を3台所有していた。
殆ど笑わない性格と眉毛の薄さが相まって、強面のキャラということで珍プレー等で取り上げられることが多く、巨人時代、ズームイン!!サタデーの「プロ野球熱ケツ情報」のコーナーでは、登場するときに仁義なき戦いのテーマが当てられていた。

## 詳細情報

### 年度別投手成績
| 年 度      | 球 団      | 登 板 | 先 発 | 完 投 | 完 封 | 無 四 球 | 勝 利 | 敗 戦 | セ 丨 ブ | ホ 丨 ル ド | 勝 率 | 打 者 | 投 球 回 | 被 安 打 | 被 本 塁 打 | 与 四 球 | 敬 遠 | 与 死 球 | 奪 三 振 | 暴 投 | ボ 丨 ク | 失 点 | 自 責 点 | 防 御 率 | W H I P |
| ---------- | ---------- | ----- | ----- | ----- | ----- | -------- | ----- | ----- | -------- | ----------- | ----- | ----- | -------- | -------- | ----------- | -------- | ----- | -------- | -------- | ----- | -------- | ----- | -------- | -------- | ------- |
| 1992       | ロッテ     | 40    | 0     | 0     | 0     | 0        | 2     | 4     | 19       | --          | .333  | 323   | 76.2     | 60       | 9           | 36       | 3     | 0        | 91       | 1     | 0        | 25    | 22       | 2.58     | 1.25    |
| 1993       | ロッテ     | 40    | 1     | 0     | 0     | 0        | 6     | 3     | 18       | --          | .667  | 271   | 64.0     | 52       | 8           | 39       | 4     | 0        | 58       | 2     | 0        | 22    | 22       | 3.09     | 1.42    |
| 1994       | ロッテ     | 49    | 4     | 0     | 0     | 0        | 6     | 6     | 2        | --          | .500  | 422   | 98.1     | 98       | 12          | 44       | 1     | 0        | 83       | 4     | 0        | 55    | 46       | 4.21     | 1.44    |
| 1995       | ロッテ     | 40    | 0     | 0     | 0     | 0        | 4     | 3     | 10       | --          | .571  | 194   | 49.1     | 27       | 1           | 23       | 4     | 0        | 65       | 4     | 0        | 11    | 9        | 1.64     | 1.01    |
| 1996       | ロッテ     | 50    | 0     | 0     | 0     | 0        | 4     | 5     | 10       | --          | .444  | 254   | 64.2     | 47       | 6           | 23       | 1     | 0        | 76       | 2     | 0        | 20    | 20       | 2.78     | 1.08    |
| 1997       | ロッテ     | 49    | 0     | 0     | 0     | 0        | 6     | 6     | 25       | --          | .500  | 303   | 73.1     | 65       | 5           | 21       | 2     | 2        | 69       | 2     | 0        | 18    | 16       | 1.96     | 1.17    |
| 1998       | ロッテ     | 25    | 0     | 0     | 0     | 0        | 0     | 4     | 9        | --          | .000  | 115   | 26.1     | 24       | 2           | 15       | 2     | 0        | 22       | 1     | 0        | 10    | 10       | 3.42     | 1.48    |
| 1999       | ロッテ     | 21    | 0     | 0     | 0     | 0        | 0     | 1     | 0        | --          | .000  | 111   | 26.0     | 21       | 3           | 15       | 1     | 1        | 22       | 6     | 0        | 13    | 13       | 4.50     | 1.38    |
| 2000       | 巨人       | 21    | 0     | 0     | 0     | 0        | 0     | 1     | 2        | --          | .000  | 105   | 23.2     | 21       | 5           | 11       | 0     | 1        | 20       | 1     | 0        | 14    | 11       | 4.18     | 1.35    |
| 2001       | 巨人       | 25    | 0     | 0     | 0     | 0        | 1     | 1     | 0        | --          | .500  | 106   | 22.1     | 25       | 3           | 15       | 3     | 0        | 18       | 1     | 0        | 18    | 17       | 6.85     | 1.79    |
| 2002       | 巨人       | 25    | 0     | 0     | 0     | 0        | 3     | 1     | 0        | --          | .750  | 105   | 23.0     | 22       | 0           | 14       | 3     | 0        | 21       | 1     | 0        | 13    | 12       | 4.70     | 1.57    |
| 2003       | 巨人       | 25    | 0     | 0     | 0     | 0        | 1     | 5     | 0        | --          | .167  | 122   | 27.0     | 32       | 4           | 5        | 0     | 1        | 29       | 1     | 0        | 25    | 21       | 7.00     | 1.37    |
| 2004       | 日本ハム   | 29    | 0     | 0     | 0     | 0        | 1     | 1     | 0        | --          | .500  | 92    | 22.0     | 21       | 2           | 7        | 1     | 0        | 18       | 0     | 0        | 7     | 7        | 2.86     | 1.27    |
| 2005       | 楽天       | 13    | 0     | 0     | 0     | 0        | 0     | 0     | 0        | 2           | ----  | 44    | 8.2      | 14       | 2           | 6        | 1     | 0        | 9        | 1     | 0        | 7     | 7        | 7.27     | 2.31    |
| 2006       | 楽天       | 40    | 0     | 0     | 0     | 0        | 2     | 2     | 0        | 12          | .500  | 128   | 27.2     | 30       | 1           | 14       | 0     | 0        | 30       | 0     | 0        | 18    | 15       | 4.88     | 1.59    |
| 2007       | 楽天       | 8     | 0     | 0     | 0     | 0        | 0     | 0     | 0        | 0           | ----  | 27    | 4.2      | 6        | 2           | 6        | 2     | 1        | 3        | 0     | 0        | 5     | 5        | 9.64     | 2.57    |
| 通算：16年 | 通算：16年 | 500   | 5     | 0     | 0     | 0        | 36    | 43    | 95       | 14          | .456  | 2722  | 637.2    | 565      | 65          | 294      | 28    | 6        | 634      | 27    | 0        | 281   | 253      | 3.57     | 1.35    |

- 各年度の太字はリーグ最高

### 表彰
- パ・リーグ連盟特別表彰：1回 （新人特別賞：1992年）
- 月間MVP：2回 （1992年4月、1997年4月）

### 記録
投手記録
- 初登板：1992年4月8日、対福岡ダイエーホークス2回戦（千葉マリンスタジアム）、7回表に4番手で救援登板・完了、3回無失点
- 初奪三振：同上、7回表にブーマー・ウェルズから
- 初セーブ：1992年4月9日、対福岡ダイエーホークス3回戦（千葉マリンスタジアム）、9回表に4番手で救援登板・完了、1回無失点
- 初勝利：1992年4月17日、対西武ライオンズ1回戦（千葉マリンスタジアム）、7回表2死に2番手で救援登板・完了、4回1/3を無失点
- 初先発・初先発勝利：1993年10月19日、対西武ライオンズ26回戦（西武ライオンズ球場）、5回1失点
- 初ホールド：2005年4月2日、対西武ライオンズ2回戦（フルキャストスタジアム宮城）、6回表無死に3番手で救援登板、1/3回無失点

打撃記録
- 初安打：2000年7月2日、対広島東洋カープ14回戦（広島市民球場）、4回表に苫米地鉄人から遊撃内野安打

節目の記録
- 500試合登板：2007年9月12日、対オリックス・バファローズ22回戦（フルキャストスタジアム宮城）、7回表2死に4番手で救援登板、1/3回無失点　※史上82人目

その他の記録
- オールスターゲーム出場：2回 （1992年、1997年）

### 背番号
- 46 （1992年 - 1993年）
- 27 （1994年 - 2004年途中）
- 35 （2004年途中 - 同年終了）
- 14 （2005年 - 2007年）
- 125 （2009年）
- 90 （2010年 - 2011年）
- 84 （2012年）